# エンド・オブ・ザ・ワールド (2000年の映画)
『エンド・オブ・ザ・ワールド』 (On the Beach) は、2000年にオーストラリアで制作されたテレビ映画で、ネヴィル・シュートの『渚にて』を映画化したものである。

## あらすじ
台湾をめぐる紛争を経て勃発したアメリカと中国の核戦争により、北半球の人類が放射能汚染で全滅した世界。南半球の人類はまだ生き残っていたが、北から押し寄せてくる放射能によって居住可能な地区は次第に狭くなっており、残り2か月で人類は滅亡すると予測されていた。町では自殺用の毒薬の配布も始まっていた。
ある日、核爆発によって北半球のオゾン層が破壊され、放射能が弱まって生存可能になっている地域が北半球にあるかもしれないという仮説が、科学者によってたてられる。また、アンカレッジから「希望を捨てるな」という電子メールが毎日届くようになった。オーストラリア海軍は、アメリカから退避してきた原子力潜水艦を用い、アンカレッジの探索を行うことを立案する。それは往復に1か月を要するが、生存可能地域を確認できた場合は保有する潜水艦に住人1000人を分乗させ、移住する計画だった。実際に潜水艦がアンカレッジの探索を行ったところ、電子メールは太陽電池駆動のノートパソコンが衛星回線で自動的に送信していたものだったうえ、生存者も発見できず、地上は致死レベルの放射能汚染が続いていた。潜水艦は失意のもと、オーストラリアに帰国する。
やがて、オーストラリアにまで放射能汚染が拡大し、治安は乱れて人々の生活も失われていく。また、最期を覚悟して自殺する者が出てきたうえ、潜水艦の乗組員にも被爆によって体調を崩す者が続出する。潜水艦で死にたいと集まった乗組員たちが最後の航海へ出港する場面で、物語は幕を下ろす。

## キャスト
※括弧内は日本語吹替
- ドワイト・タワーズ - アーマンド・アサンテ（大塚芳忠）
- モイラ・デヴィッドソン - レイチェル・ウォード（幸田直子）
- ジュリアン・オズボーン - ブライアン・ブラウン（沢木郁也）
- ピーター・ホームズ - グラント・バウラー（堀内賢雄）
- メアリー・ホームズ - ジャクリーン・マッケンジー（金野恵子）
- ジャック・カニンガム - ロッド・マリナー（西村知道）
- アラン・ノードストロム - チャールズ・ティングウェル（藤本譲）
- ニール・ハーシュ - スティーヴ・バストーニ（星野充昭）